# Josef Retter
Josef Matthäus Retter (* 24. Oktober 1872 in Stein an der Donau; † 25. Februar 1954 in Innsbruck) war ein österreichischer Baumeister und Architekt.

## Leben
Josef Matthäus Retter wurde als Sohn eines Maurermeisters mit Tiroler Wurzeln in Stein an der Donau in Niederösterreich geboren. Er machte eine Maurerlehre im väterlichen Betrieb, die er 1890 abschloss. Seine theoretische Ausbildung erhielt er an der Höheren Gewerbeschule der k. k. Staatsgewerbeschule in Wien 1, die Baumeister und andere Bauschaffende ausbildete. Im Anschluss besuchte er an der Gewerbeschule die weiterführende Werkmeisterschule der Baugewerblichen Abteilung. Nach der Ausbildung war er bei Baufirmen in Wien, Agram und Bozen tätig. Seine erste Stelle als Baumeister war die technische Leitung beim Bau des „Grand Hotel Penegal“ am Mendelpass. 1899 erlangte er nach erfolgreicher Prüfung in Graz die Befähigung zum Baumeister. Am 18. November 1899 heiratete er in Bozen Maria Elisabeth Eichta. Mit der ansehnlichen Mitgift gründete er im Alter von 29 Jahren sein eigenes Baugeschäft in Innsbruck. Dieses umfasste neben dem Baumeistergewerbe das Zimmer- und Steinmetzmeistergewerbe sowie eine Sand- und Schottererzeugungsanlage und ein Sägewerk. Da Josef Retter zudem als Architekt tätig war und ein Architekturbüro betrieb, konnte er den Bauherren ein Komplettangebot über sämtliche Gewerke hinweg bieten. Durch den Einsatz von neuen Baustoffen wie Stahlbeton wurden die Aufträge schnell und kostengünstig erledigt.

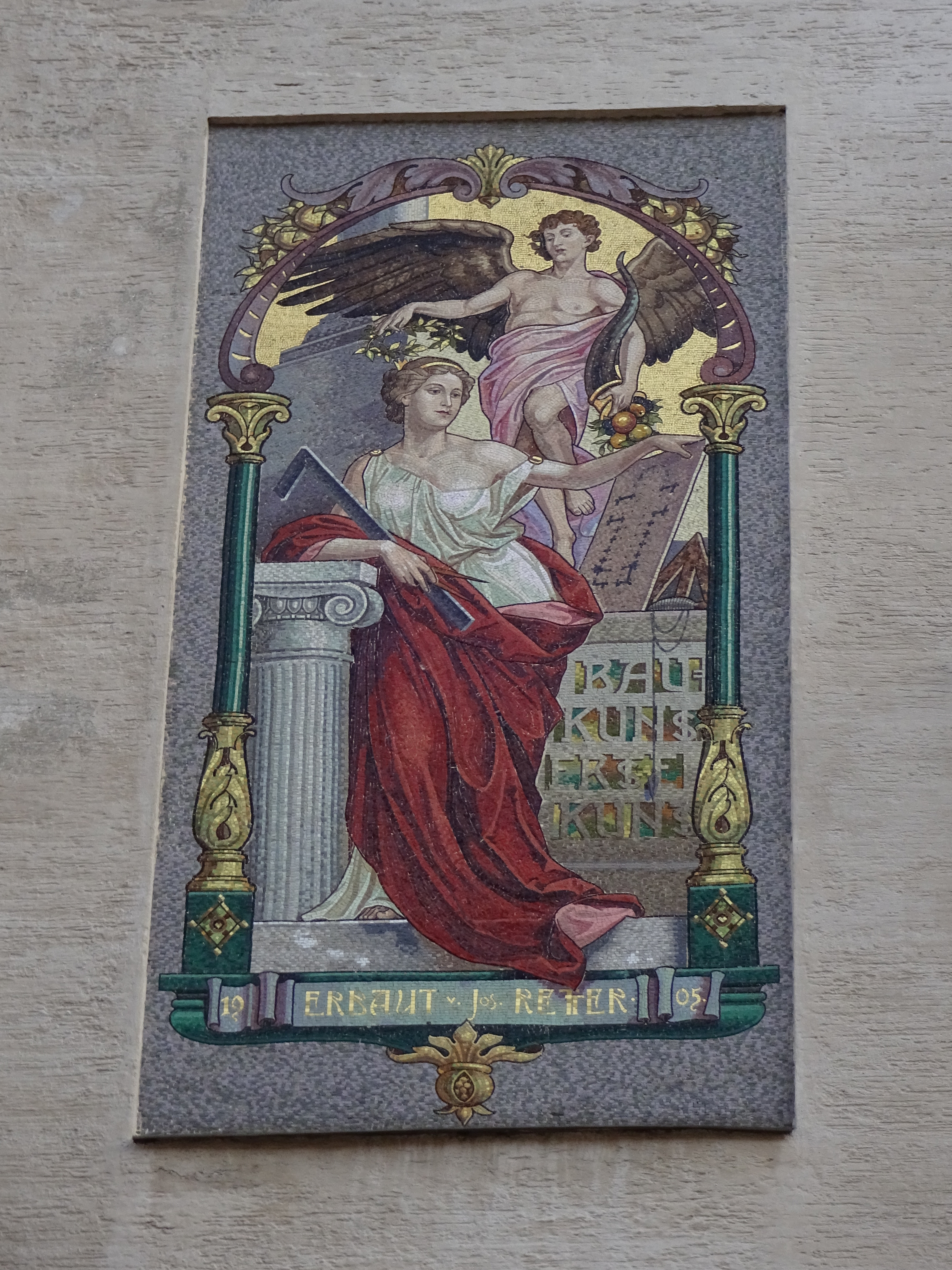
Mosaik mit Personifikation der Baukunst am Retterhaus in Innsbruck

Begünstigt durch die starke Bautätigkeit zwischen Jahrhundertwende und Ausbruch des Ersten Weltkriegs, insbesondere im 1904 eingemeindeten Wilten, im Saggen und in Mühlau, gehörte Josef Retter mit Paul und Theodor Huter und Jacob Norer zu den maßgeblichen Bauausführenden und Planern in Innsbruck, deren Bauten noch heute das Stadtbild prägen. In Wilten bebaute er ganze Straßenzüge, zum Teil errichtete er die Häuser auf eigene Rechnung und verkaufte sie dann. Der wirtschaftliche Erfolg seines Unternehmens erlaubte Retter ein großbürgerliches Leben. Er nahm aktiv am gesellschaftlichen Leben Innsbrucks Teil und hatte Kontakte in höchste Adelskreise. 1931 übergab er die Firma an seinen ältesten Sohn Josef, zog sich aber erst nach dem Zweiten Weltkrieg vollständig aus der Geschäftsleitung zurück.
Als Baumeister war Josef Retter mit der Bauausführung zahlreicher öffentlicher Bauten in Innsbruck wie dem Akademischen Gymnasium, der Handelsakademie oder der Christuskirche betraut. Für das 1914–1924 errichtete Hauptgebäude der Universität hatte er zuvor den schematischen Entwurf aus dem Wiener Bauministerium überarbeitet.
Als Planer entwarf er architektonisch reich gegliederte Miethäuser und Villen in unterschiedlichen historistischen Stilen und im Heimatstil, manche Gebäude zeigen den Einfluss des Wiener Jugendstils, insbesondere der Architektur Otto Wagners. Wichtig war ihm auch die baukünstlerische Gestaltung, wofür er unter anderem mit der Tiroler Glasmalerei und Mosaik Anstalt zusammenarbeitete. Diese Verbindung von Kunst und Handwerk sowie sein Variationsreichtum zeigt sich insbesondere an seinem eigenen, 1904/05 errichteten Wohn- und Geschäftshaus („Retterhaus“) in Wilten. Mehrere seiner Bauten wurden unter Denkmalschutz gestellt.

## Werke (als Planer)

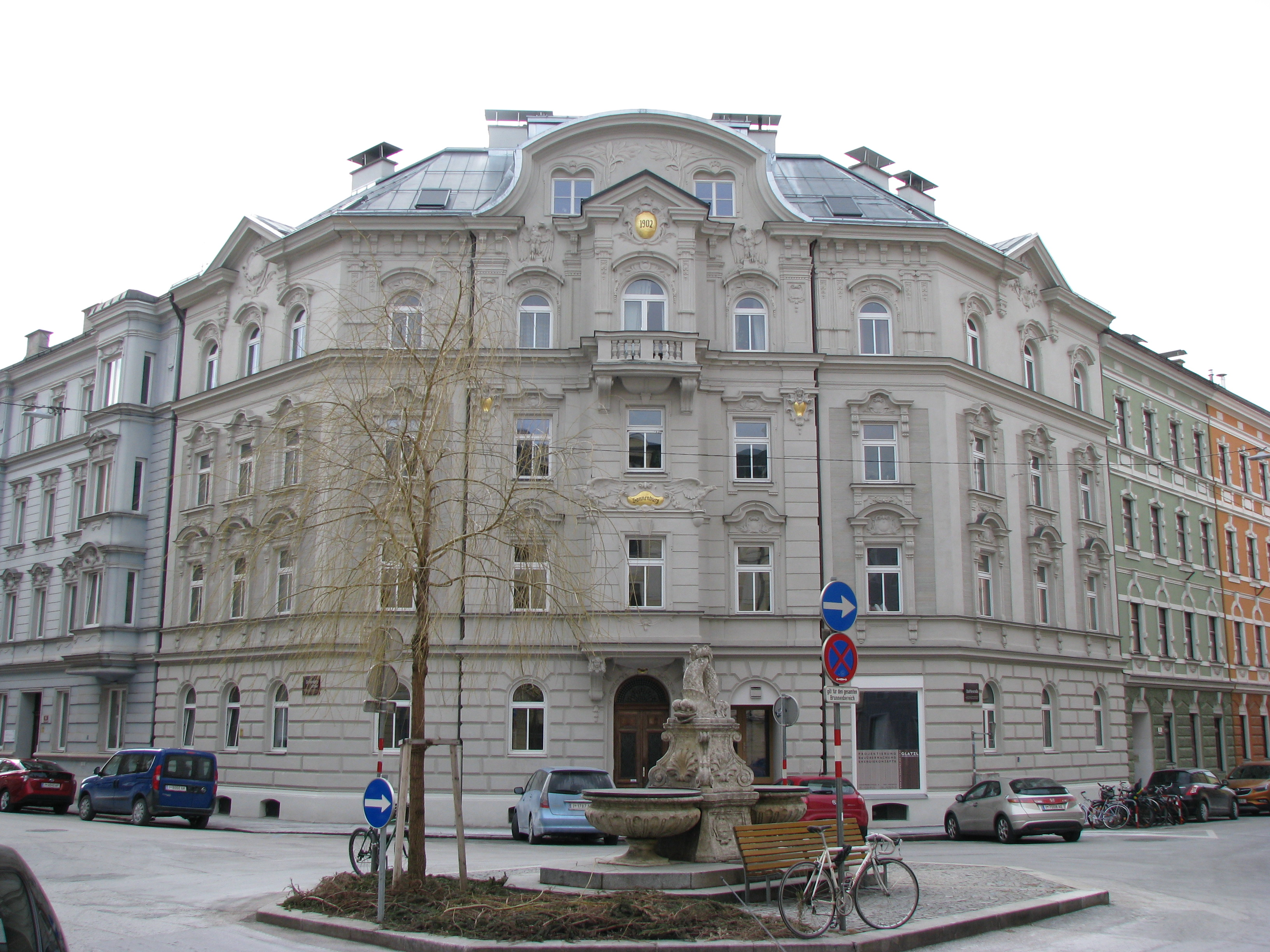
Ansitz Sonnenburg (1901/02)

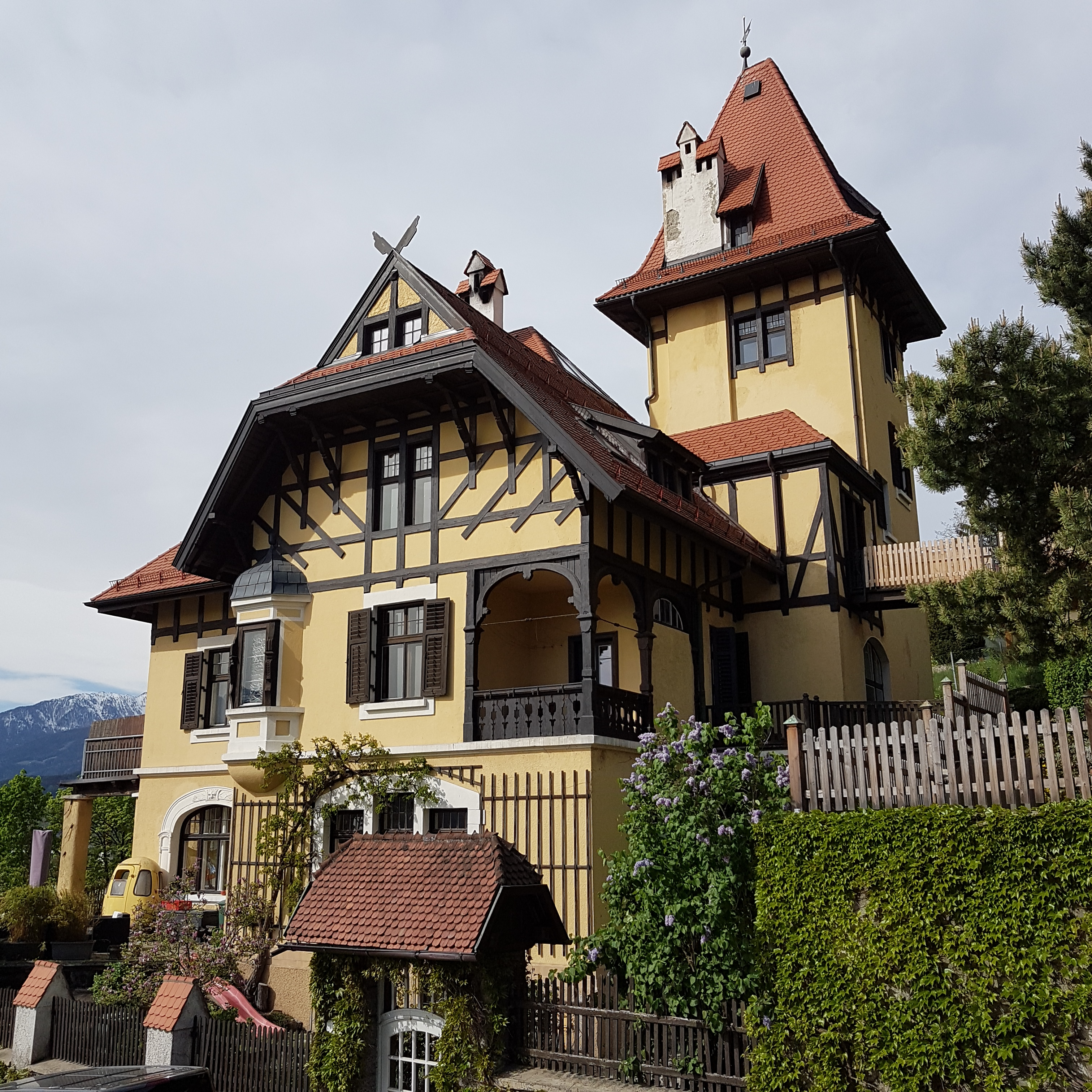
Villa Jachmann (1905)

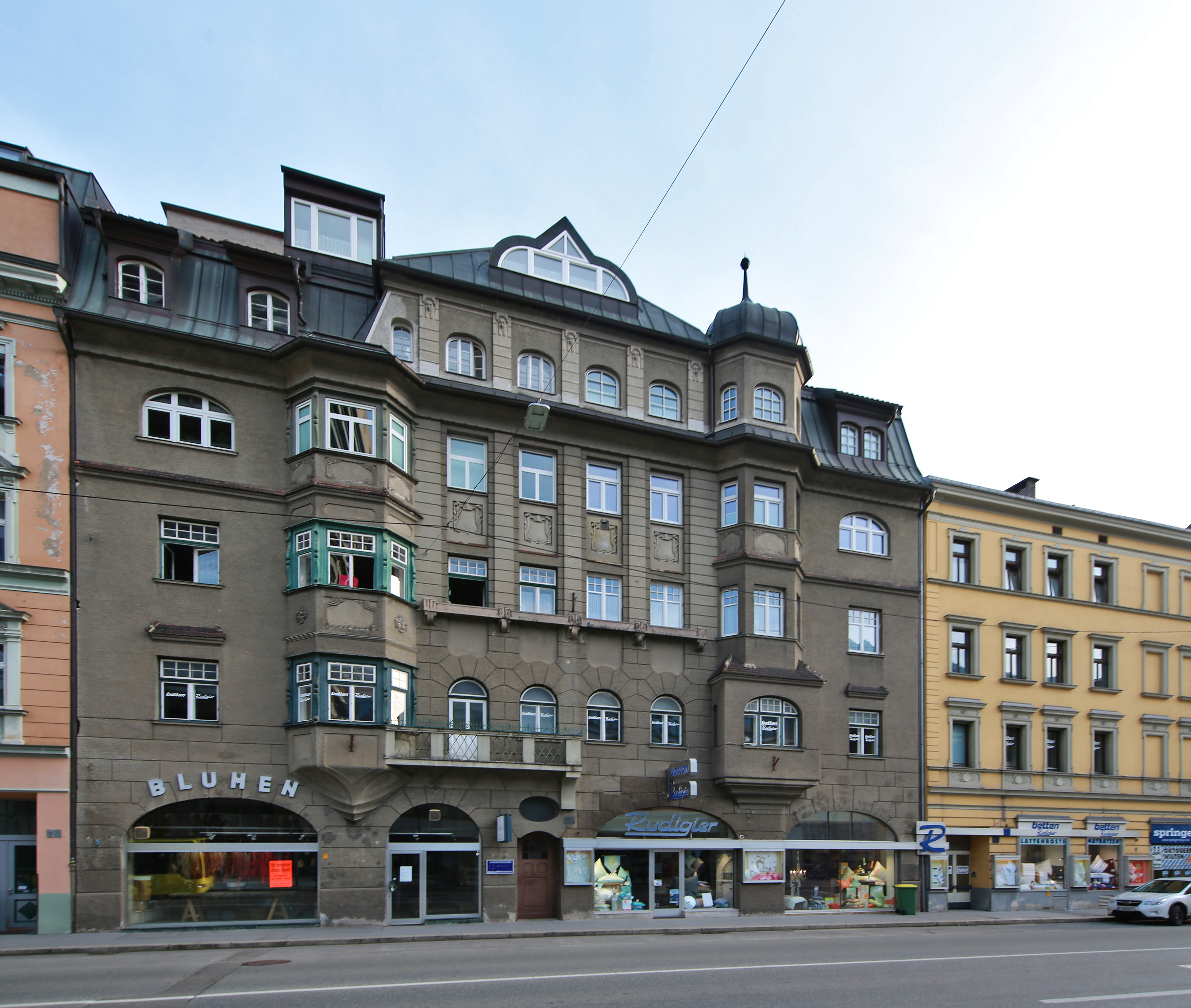
Wohn- und Geschäftshaus Maximilianstraße 19 (1911)

- Ansitz Sonnenburg, Wilten, 1901/02[8]
- Villa Waldeck, Mühlau, 1902/03[9]
- Wohnhaus Neurauthgasse 7, Wilten, 1903[10]
- Wohnhaus Neurauthgasse 9, 9a, Wilten, 1903[11]
- Wohnhaus Speckbacherstraße 25, Wilten, 1904[12]
- Zinsvilla Oberkoflerweg 16, Mühlau, 1904[13]
- Retterhaus (eigenes Wohn- und Geschäftshaus), Schöpfstraße 23a, Wilten, 1904/05[7][2]
- Umgestaltung von Schloss Mentlberg im Stil der Loireschlösser, 1904/05[2]
- Villa Jachmann, Mühlau, 1905[14]
- Wohnhaus Innrain 54a, Innsbruck, 1905[15]
- Wohn- und Geschäftshaus Rechengasse 1, Innsbruck, 1905[16]
- Wohnhäuser Liebeneggstraße 3 und 5, Wilten, 1905 (zusammen mit Anton Fritz)[17][18]
- Wohn- und Geschäftsgebäude Speckbacherstraße 23, Wilten, 1906[19][20]
- Wohnhaus Franz-Fischer-Straße 49, Wilten, 1906/07[21]
- Wohnhaus Zollerstraße 1, Wilten, 1906/08[22]
- Wohnhaus Heiliggeiststraße 19, Wilten, 1907[23]
- Beamtenwohnhaus Mandelsbergerstraße 7, Wilten, 1907[6]
- Wohnhaus Mandelsbergerstraße 9, Wilten, 1907[24]
- Wohnhaus Sonnenburgstraße 2, Wilten, 1907[25]
- Grabkapelle Retter auf dem Innsbrucker Westfriedhof, 1908/09[26]
- Beamtenwohnhaus Mandelsbergerstraße 17–19, Wilten, 1909[27]
- Wohnhaus Speckbacherstraße 29, Wilten, 1909[28]
- Wohn- und Geschäftshaus Mandeslbergerstraße 4, Wilten, 1910[29]
- Wohnhaus Mandeslbergerstraße 6, Wilten, 1910[30]
- Wohnhaus Templstraße 5, Wilten, 1911[31]
- Wohn- und Geschäftshaus Maximilianstraße 19, Wilten, 1911[32]
- Zelgerhaus, Maria-Theresien-Straße 32/Anichstraße 1, Innsbruck, 1911[33][34]
- Wohnhaus Egger-Lienz-Straße 96, Wilten, 1912[35]
- Wohnhaus Thomas-Riss-Weg 16, Mühlau, 1914[36]
- Villa Retter, Innsbruck, 1926/27[37]
- Kirche zur hl. Familie, Wilten, nicht verwirklicht[38]
- Ursulinenkloster „Rosa Mystica“ in Schwaz, nicht verwirklicht[1]